# Beorn leggi
Beorn leggi är en djurart som tillhör fylumet trögkrypare, och som beskrevs av Kenneth W. Cooper 1964. Beorn leggi är enda arten både i släktet Beorn och i familjen Beornidae. Inga underarter finns listade.